# 오시마 유코
오오시마 유코(大島 優子, 본명: 하야시 유코林 優子, 1988년 10월 17일 ~ )는 일본의 아이돌, 배우이며, 여성 아이돌 그룹 전 AKB48 팀K의 멤버이자, 2대 캡틴. 애칭은 코리스(아기 다람쥐) 혹은 유코이다.
도치기현 시모쓰가군 미부정 출신이며, 오오타 프로덕션에 소속되어 있다.

## 생애
아역-주니어 아이돌 시대
- 7세이던 1996년부터 어머니의 권유로 센트럴 어린이 극단에 입단하여 아역으로서 예능 활동을 시작하였다.
- 2000년경부터 주니어 아이돌로서 활동하기 시작하였고, 2005년 경부터는 THE ALFEE의 타카미자와 토시히코가 사운드 프로듀스한 총원 25명의 주니어 아이돌 유닛 'Doll's Vox' 소속이었다.

2006년
- 2월 26일에 '제2기 AKB48 추가 멤버 오디션'에 합격하였다. 오디션 직전까지 센트럴 그룹에 소속된 아이돌이었지만, 2006년 4월부터 office48로 이적해 AKB48 팀K의 일원으로서 새롭게 시작하였다.

2007년
- 1월에 애니메이션 OVA 시리즈 'ICE(극장판)'으로 처음으로 성우를 연기하였다.
- 7월에 같은 AKB48 멤버 마에다 아츠코, 오노 에레나와 함께 오오타 프로덕션으로 이적하였다.
- 12월에 AKB48으로서 처음으로 제58회 NHK 홍백가합전에 출장하였다.

2008년
- 6월 30일에 TBS의 드라마 '변호사 이치노 세린코' 시리즈에 출연하였다.

2009년
- 3월 21일에 공개된 영화 '테케테케'로 영화 첫 주연을 맡았다.
- 4월 11일의 "AKB48 팀K 5th Stage '갸쿠아가리'"공연 첫날에 목 수술을 받을 예정임을 밝히고, 그 이틀 후인 13일에 수술을 받았다. 그 일주일 후인 20일에 퇴원하였으며, 같은 달 25, 26 양일에 NHK홀에서 개최된 콘서트 "'하느님 급 공연 예정' - 제반 사정으로 인해 하느님 급 공연이 되지 못할 수도 있으므로 양해 부탁드립니다"에, 비록 MC만으로서의 출연이지만 수술 후 처음으로 공적인 장소에 모습을 드러냈다.
- 6월부터 7월에 걸쳐 실시된 "AKB48 13th 싱글 선발 총선거 '하느님께 걸고 진짜입니다'"에서는 2위에 선출되어 미디어 선발의 반열에 올랐다.
- 9월 15일에는 아메바 블로그 "오시마 유우코 오피셜 블로그 '유우라리 유우코'"를 개시하였다.

2010년
- 2010년 5월부터 6월에 걸쳐 실시된 "AKB48 17th 싱글 선발 총선거 '어머니를 걸고 진짜입니다'"에서는 1위에 올랐다. 속보 및 중간발표의 시점에서는 비록 마에다 아츠코에 이은 2위였지만, 마지막에 역전하였다. 당초 선거 공약을 정할 때 '제가 1위가 된다면 저의 머리를 말끔히 밀어버리겠습니다'를 채택하려 했지만, 소속 사무소 오오타 프로덕션이 극구 반대를 하였고, 결국 '1위가 된다면 전용극장 화장실 청소를 하겠습니다'로 공약을 확정하여 선거에 임하였다.
- 10월과 12월에는 연속 드라마 "영능력자 오다기리 쿄코의 거짓말"(아사히 텔레비전)에 레귤러 출연을 했다.
- 11월 10일에는 DVD "너는 나의 것"을 릴리즈하였다.

2011년
- 1월 21일에 개최된 2011년 AKB48 리퀘스트 아워 세트 리스트 베스트 100의 2일째 공연의 앵콜에서, 키타하라 리에, 사시하라 리노, 요코야마 유이와 함께 결성한 파생 유닛 Not yet이 공식 발표되었고, 이 자리에서 그해 3월 16일에 발매될 데뷔 싱글 '주말 Not yet'를 공개하였다.
- 1월 28일에 제 5회 '신부 쥬얼리 프린세스 상'을 수상하였다.
- 2월 24일부터, AKB48 홍콩 오피셜 샵 홍콩에서 오시마 유코 페스티벌을 개최하였다.
- 다른 8명의 AKB48 멤버와 함께 'NHK 봄 개편'의 매력을 전하는 '팀 피치피치 NHK'를 결성하였고, 3월 중순부터 4월 중순까지 한정적으로 활동하였다. 이들은 미니 프로그램이나 포스터 등에 등장하였다.
- 5월부터 6월에 걸쳐 실시된 "AKB48 22nd 싱글 선발 총선거 '올해에도 진짜입니다'"에서는 마에다 아츠코에 이은 2위로 미디어 선발의 반열에 올랐다. 속보 때는 1위로 발표되었지만, 마지막에 마에다 아츠코가 역전하였다.
- 9월 30일에는 기간 한정으로 개설된 "마담 탓소 도쿄(미나토쿠 오다이바 덱스 도쿄 비치)"에서 오시마의 등신대 밀랍 인형이 전시되었다. 2011년 10월 시점에서, 전시된 일본인 인형은 오시마 유코와 사카모토 류이치, 하카세 타로의 세 명 뿐이었다.
- 10월과 12월에는, 후지TV의 게츠쿠 드라마 내가 연애할 수 없는 이유에 레귤러 출연을 하였다.
- 12월 8일, 니혼모니터가 발표하는 "2011년 탤런트 CM 기용사 수 랭킹"에서, 여성 탤런트 최다인 19사의 CM에 기용되었음이 발표되었다.

2012년
- 1월 11일에 "제23회 일본 쥬얼리 베스트 드레서 상"의 20대 부문을 수상하였다.
- 2월 8일에 "블로그 오브 더 이어 2011 여성 부문"을 수상하였다.
- 4월 12일부터 방송된 후지TV 드라마 개구리 왕녀님에 레귤러 출연을 하였다.
- 5월부터 6월에 걸쳐 실시된 "AKB48 27th 싱글 선발 총선거 - 팬이 정하는 64의석"에서는 2년 만에 1위에 올랐다.

2013년
- 5월부터 6월에 걸쳐 실시된 "AKB48 32nd 싱글 선발 총선거" 에서는 2위에 올랐다.
- 2013년 10월부터 TBS에서 방영하는 안도로이도~A.I.Knows LOVE?~에 레귤러 출연하였다.
- 12월 31일에 홍백가합전 무대에서 AKB48 졸업을 발표하였다.

2014년
- 6월 9일, 솔로 활동을 계속 하기 위해 AKB48 극장에서 졸업 공연으로 AKB48를 졸업하였다.

2015년
- 1월 6일부터 후지TV에서 방영된 쩐의 전쟁 (일본 드라마)에 콘노 미오 역으로 레귤러 출연했다.
- 2월 27일, 영화 '종이 달' 로 제 38 회 일본 아카데미 상 우수 여우 조연상을 수상했다.
- 4월 16일부터 TBS에서 방영된 야메고쿠 ~야쿠자 그만두겠습니다~에 나가미츠 바쿠슈 역으로 주연을 맡았다.

2021년
- 7월 28일 배우 하야시 켄토와 1년간의 교제 끝에 가까운 시일 내에 결혼할 것이 알려졌다. NHK TV소설 스칼렛에 같이 출연한 것을 계기로 만남을 가졌다고 하며 들키지 않으려고 집안에서만 데이트했다고. 2명은 벌써 서로의 부모에게 인사를 끝내고 극히 친한 일 관계자나 친구에게는 결혼을 보고했다고 한다. # 7월 29일 정식으로 결혼 보고 전문을 발표했다.

## 인물
- 좌우명은 고등학교 시절 은사가 남긴 말 '10인 10색, 스스로를 믿고 정진하라'이다.
- 좋아하는 것은 스노우 보드(아홉살 때부터 타고 있으며, 자신만의 장비도 갖고 있다), 운동화, 파충류, 술(매실주를 특히 좋아한다)이다.
- 싫어하는 것은 풍선이다. 그 중 부풀려 놓은 것을 특히 싫어하며, 보여주기만 해도 눈물을 글썽거리며 무서워한다. '언제 터질지 몰라서 싫다'는 것이 그 이유이다.
- 혼혈아이다. 아버지는 순수 일본인이지만, 어머니는 일본인과 미국인의 혼혈이다.
- 초등학교를 졸업하고 가나가와현에서 도치기현으로 이사를 했는데, 그 직후에 부모가 이혼하여서 편부모(싱글대디) 가정에서 자랐다. 어머니와는 고등학교 때 재회하였다.
- 초등학교 3, 4학년 때부터 유즈의 팬이이어서, 어려서부터 유즈의 출신지인 요코하마에도 자주 다녀갔다. 좋아하는 노래는 "코코로노 마마니", "방관자"이다. 그런데 유즈의 리더 기타가와 유진 또한 자신들이 오시마 유코의 팬이라고 공언하고 있다.
- 고등학교 때는 경음악부 소속으로서 베이스 기타를 담당하였다. 싱글 "GIVE ME FIVE!"의 선발 멤버 중 드물게 악기 경험자이며, 그 연습 때는 Gacharic Spin의 F 쵸파 KOGA의 지도를 받았다.
- 더피(도쿄 디즈니 씨의 곰인형 캐릭터)를 수집하고 있으며, 가끔 블로그에 올리고 있다.
- 동경하는 여자 배우는 나가사쿠 히로미이고, 배우로서의 장래 목표는 여자 배우계의 카가와 테루아키가 되는 것이다.
- '힙'이라는 이름의 애완용 토끼를 키우고 있다.

### AKB48 관련
- AKB48의 중심 멤버 중 한 명으로, 가위바위보 선발 이외의 모든 싱글 타이틀곡 선발 멤버에 뽑히고 있다(인디 싱글 제외). 또한 마에다 아츠코, 다카하시 미나미와 함께 미디어나 잡지 외에 다방면으로부터 에이스 중 한 사람으로서 다루어지고 있다.
- 캐치 프레이즈는 '눈으로 제압하고, 마음으로 전하는, 변환 자재 엔터테이너, 오시마 유코입니다'이다.
- 이미 성씨가 같은 오시마 마이(2009년 4월 졸업)가 재적한 일도 있어서 애칭은 통칭 '유우코'이다. 오시마 마이가 키운다는 설정으로 '코리스(아기 다람쥐)'라고도 불리었다. 최근에는 멤버 거의 대부분이 '유우코'나 '오시마 상'이라고 부르고 있고, 코리스라고 부르는 멤버는 거의 없다. 2012년 시점에서는 시노다 마리코에게 '윱피'라고 불리고 있다.
- AKB48에서 제일 가는 달리기 실력을 가지고 있으며, 뛰어난 운동신경도 보유하고 있다.
- 자신의 솔로곡으로 '울면서 미소짓고'를 갖고 있다. 다만 노래 실력은 그리 뛰어나지 않기 때문에, 매번 스테이지에 오르기 전에는 뛰어난 가창력을 가진 멤버 마스다 유카에게 부탁해 자신의 손을 잡고 노래를 불러 주도록 하여 음정을 바로잡고 있다.
- 좋아하는 AKB48의 노래로는 팀A의 '등 뒤에서 끌어안아 줘'이다.
- 이후 운영측이 파생유닛 Not yet의 결성을 결정하고 이를 오시마에게 통지했을 때, 어째서 우메시마 나츠요가 아니냐면서 운영측에 불같이 화를 내면서 끝까지 우메시마 나츠요로서의 의리를 지키려 했다는 것은 유명한 일화이다. 이에 감동하기도 한 우메다 아야카, 마츠바라 나츠미, 노로 카요가, 역으로 오시마를 위로하면서 그녀의 Not yet으로서의 데뷔를 격려하였고, 오시마는 그제서야 기타하라 리에, 사시하라 리노, 요코야마 유이에게 사과하면서 Not yet으로서의 활동을 받아들였다.
- 라디오 'AKB48 오늘 밤은 안 돌아갈래...'의 기획 유닛으로서 우메다 아야카, 토지마 하나(2008년 11월 졸업, 전 SDN48)과 'H3O'(혼토니 산닌와 오토나나노, 정말로 세 명은 어른인거야)를 결성했다.
- 극장 공연 "팀K 3rd Stage '노우나이 파라다이스'"의 악곡 '토모요'에서는 '일렉트릭 베이스 기타'를 담당하였다.
- 가입 때부터 옛 팀K의 센터이자 에이스였지만, 당시의 AKB48에는 중심 멤버로서 나카니시 리나, 오시마 마이도 활동하고 있었기 때문에, 항상 이들과 마에다 아츠코, 다카하시 미나미에 이은 넘버 4나 넘버 5의 포지션을 맡고 있었다.

## 친구
- 노로 카요, 시노다 마리코, 코지마 하루나, 아키모토 사야카, 우메다 아야카, 마츠바라 나츠미, 미야자와 사에, 마스다 유카, 마에다 아츠코, 다카하시 미나미, 이타노 토모미, 미네기시 미나미

- 친구중에 다카하시 미나미와 굉장히 닮았다는 소리를 자주 듣는다. 특히 싱글중 하나인 '포니테일과 슈슈' 활동기에는 멤버 전원이 말총머리를 하고 다녔는데, 다카하시의 매니저까지도 오시마와 헷갈려했다는 후문이다. 싱글중 하나인 포니테일과 슈슈에서 한 머리인 말총머리 때문에 다카하시 미나미와 함께 쌍둥이라고 불리고 있다.

## 수상 경력
2011년
- 제 5 회 결혼 주얼리 프린세스[1]
- BLOG of the year 2011 여성 부문[2]

2012년
- 제 6 회 JAPAN CUTS~ 재팬 카츠! "Cut Above Award for Outstanding Debut"
- 제 23 회 일본 주얼리 베스트 드레서 상 20대 부문[3]

2013년
- 제 36 회 일본 아카데미 상 화제 상 (배우 부문) - 사채꾼 우시지마[4]

2014년
- 제 39 회 호치 영화상 여우 조연상 - ' 종이 달 '
- 제 36 회 요코하마 영화제 여우 조연상 - ' 종이 달 '[5]
- 제 38 회 일본 아카데미 상 우수 여우 조연상 - ' 종이 달 '[6]
- 제 24 회 도쿄 스포츠 영화 대상 여우 조연상 - ' 종이 달 '[7]

2015년
- 제 85 회 더 텔레비전 드라마 아카데미 상 여우 주연상 - " 야메고쿠 ~ 야쿠자 그만두겠습니다 ~ "[8]
- VOCE 베스트 코스메틱 연간 그랑프리 THE BEST BEAUTY OF THE YEAR[9]

## 출연 작품

### 영화
- 대괴수 도쿄에 나타나다 (1998년 9월 26일 공개) - 축제에 놀러온 소녀 역
- 천리안 (2000년 6월 10일 공개) - 미사키 미유키(어린 시절) 역
- 감염 노래 (2007년 8월 25일 공개) - 나츠노 앙즈 역
- ICE〈극장판〉 (2008년 11월 29일 공개) - 린네 역
- 벚꽃 동산 (2008년 11월 8일 공개) - 사와 미도리 역
- 테케테케 (2009년 3월 21일 공개) - 주연·오오하시 카나 역
- 테케테케2 (2009년 3월 21일 공개) - 오오하시 카나 역
- 은빛 비 (2009년 11월 28일 공개) - 미노리 역
- 시부야 (2010년 1월 9일 공개) - 유우 역
- 스위트 리틀 라이즈 (2010년 3월 13일 공개) - 이와모토 후미 역
- 삼각 (2010년 6월 24일 공개) - 패밀리 레스토랑의 웨이트레스 역 ※우정 출연
- 메리다와 마법의 숲 (2012년 7월 21일 공개) - (일본어 더빙판) 주인공 메리다 역
- 사채꾼 우시지마 (2012년 8월 25일 공개) - 스즈키 미코 역
- 극장판 스펙:결 (2013년 11월 1일 · 11월 29일 연속 공개) - 하얀 여자 역
- 종이 달 (2014년 11월 15일 공개) - 아이카와 케이코 역
- 트립 투 하코네 (2015년)
- 날아라! 호빵맨! 미쟈과 마법의 램프 (2015년 7월 4일 공개) - (일본어 더빙판) 미쟈 역
- 로맨스 (2015년 8월 29일 공개) - 주연 北条鉢子 역
- 사나다 십 용사 (2016년 9월 예정) - 반딧불 역
- 질풍론도 (2016년) - 세리 치아키 역
- 우리가 말하지 않은 것 (2020년) - 나츠미 역
- 톤비 (2022년) - 유키에 역

### 드라마
- 병아리들의 천사 (1996년 4월 15일 - 5월 31일, TBS, 카오 사랑의 극장) ※데뷔작
- 러브의 선물 (1996년 7월 22일 - 8월 30일, TBS, 카오 사랑의 극장) - 친구 역
- 버진 로드 (1997년 1월 6일 - 3월 17일, 후지TV) - 사쿠라이 카즈미(어린 시절) 역
- D×D (1997년 7월 - 9월, 니혼TV, 토요 그랜드 극장) - 엔죠지 소노코(어린 시절) 역
- 전자 전대 메가레인저 제40화 (1997년 11월 30일, TV 아사히) - 소녀(나사 옐로우 인간체) 역
- LOVE&PEACE (1998년 4월 18일 - 7월 4일, 니혼TV, 토요드라마) - 오오타 아스카 역
- 천년왕국 III총사 바니나이트 2화 (1999년 4월 9일, TV 아사히)
- 라센 제6 · 7화 (1999년 8월 5일 · 12일, 후지TV, 목요일 극장) - 아미 / 사토미 역
- 안티크~서양골동양과자점~ 제4화 (2001년 10월 29일, 후지TV) - 오바야시 카요코 역
- 도쿄의 마당있는 단독주택 (2002년 7월 10일 - 9월 4일, 니혼TV) - 福田夏深 역 ※첫레귤러작
- 늑대녀의 자장가
- 정말로 있었던 무서운 이야기
- 쿄토 쿠이도라쿠! 헌책방 탐정 미스테리 2
- 위험한 아네키
- 악녀의 일생~연기와 결혼한 여배우 - 스기무라 하루코의 생애~
- 시오리와 시오코의 괴기 사건부
- 변호사 이치노 세린코 시리즈
- 캣 스트리트 (2008년)
- 카페 키치죠지에서
- 나는 고흐가 될거야! ~새랑을 조각한 남자 무나카타 시코우와 그 아내~
- 참의원 의원 후보 마미
- 바람에 휘날리는 비닐 시트 (2009년)
- 마지스카 학원 (2010년) - 오시마 유코 역
- 엔젤 뱅크 ~ 전직 대리인(2010년)
- 삼대째 아케치 코고로 - 오늘도 아케치가 살해당한다 (4화) (2010년)
- 정말로 있었던 무서운 이야기 여름 특별 편 2010 AKB48 통째로 정령 스페셜" 붉은 귀걸이의 불가사의" (2010년) - 주연 와타히키 마사요 역
- 영능력자 오다기리 쿄코의 거짓말 (2010년) - 이부시 카오루 역
- 벚꽃으로부터의 편지: 각자의 졸업 이야기 (2011년) - 오시마 유코 역
- Dr. 이라부 이치로 제7화 (2011년) - 오시마 유코 역
- 마지스카 학원 2 (2011년) - 오시마 유코/오시마 유카/오시마 유키 역
- 내가 연애할 수 없는 이유 (2011년) - 한자와 마코 역
- 블랙보드: 시대와 싸운 교사들 1번째 밤 (2012년) - 이치하라 타카미 역
- 개구리 왕녀님 (2012년) - 노노무라 마히루 역
- 기묘한 이야기 2012년 가을 특별편 「심령 어플리」 (2012년) - 타치바나 사오리 역
- So long! 제 2 화 (2013년) -쿠라바야시 미호 역
- 갈릴레오 시즌 2 제 3 장 (2013년) - 와키사카 무츠미 역
- WONDA × AKB48 단편 〈포춘 쿠키〉(2013년) - 모리카와 유카 역
- 하나님의 베레모 ~ 데즈카 오사무의 블랙 잭 창작 비화 (2013년) - 오다 사쿠라 역
- 안도로이도~A.I.Knows LOVE?~ (2013년) - 마츠시마 나나세 역
- SPEC ~ 영 ~ (2013년) - 하얀 여자 역
- 쩐의 전쟁 (일본 드라마) (2015년) - 콘노 미오 역
- 야메고쿠 ~야쿠자 그만두겠습니다~ (2015년) - 나가미츠 바쿠슈 역
- 마지스카 학원 5 제 2 회 (2015년) - 오시마 유카 역

### 무대
- No.9 - 불멸의 선율 - (2015년 10월 10일 - 25일, 도쿄 아카사카 ACT 시어터 ) - 마리아 역
- 미유키 - 언 컨디셔널 러브 - (2016년 5월 - 혼다 극장 외) - 미유키 역

### 캘린더
- 오시마 유코 2009년 달력 (2008년 10월 11일, 하고로모 )
- 오시마 유코 2010년 달력 (2009년 10월, 하고로모)
- 오시마 유코 2011년 달력 (2010년 9월 30일, 하고로모)
- 오시마 유코 2012년 달력 (2011년 11월 19일, 하고로모)
- 오시마 유코 2012 TOKYO 데이트 달력 (2011년 11월 29일, 하고로모)
- 벽걸이형 AKB48-03 오시마 유코 캘린더 2013년 (2012년 11월 30일, 하고로모)
- 탁상 AKB48-119 오시마 유코 캘린더 2013년 (2012년 12월 7일, 하고로모)
- 벽걸이형 AKB48-03 오시마 유코 캘린더 2014년 (2013년 12월 6일, 하고로모)
- 탁상 AKB48-119 오시마 유코 캘린더 2014년 (2013년 12월 6일, 하고로모)
- 벽걸이형 오시마 유코 캘린더 2016년 (2015년 11월 7일, 하고로모)
- 탁상 오시마 유코 캘린더 2016년 (2015년 11월 7일, 하고로모)